# Arturo Benedetti Michelangeli

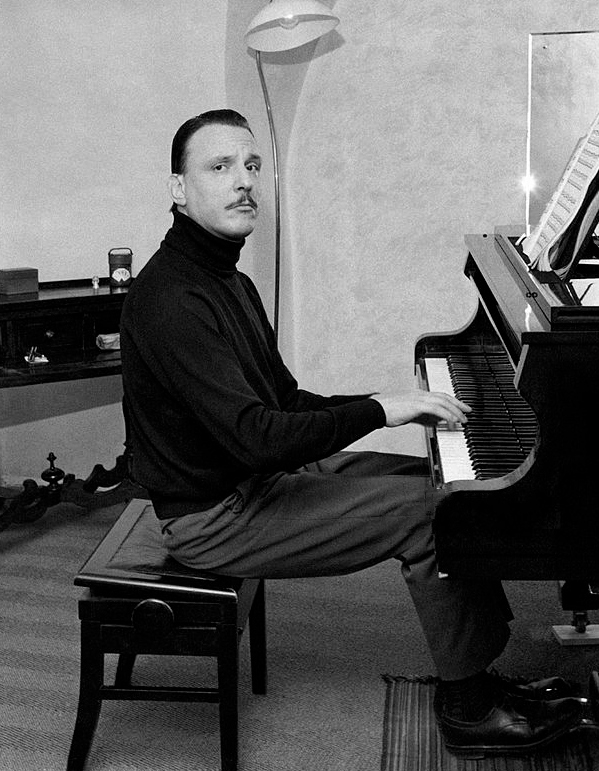
Arturo Benedetti Michelangeli, 1960

Arturo Benedetti Michelangeli (* 5. Januar 1920 in Brescia; † 12. Juni 1995 in Lugano) war ein italienischer Pianist.

## Leben

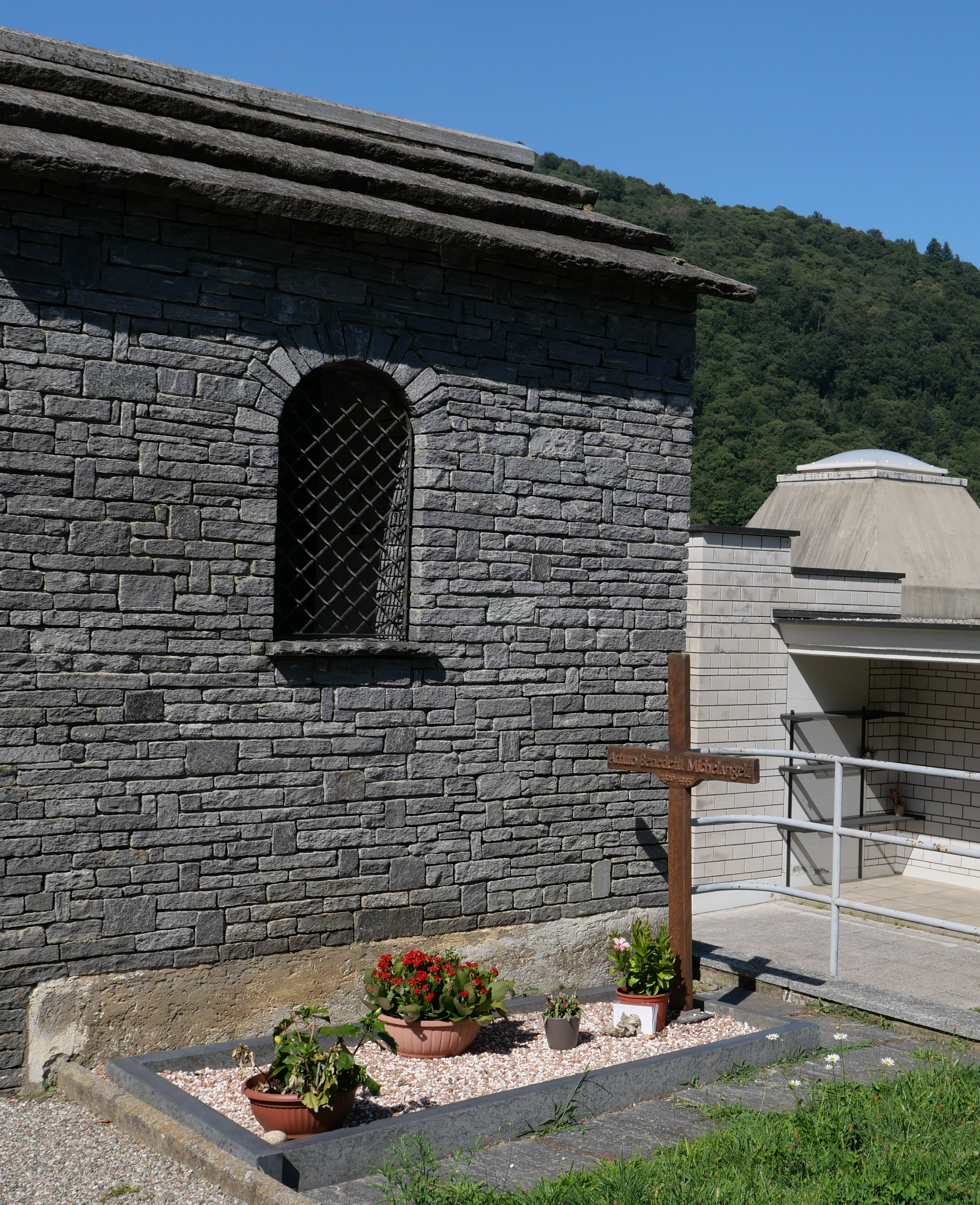
Michelangelis Grab auf dem Friedhof von Pura bei Lugano.

Als Kind wollte Benedetti Michelangeli eigentlich gar nicht Pianist werden. Sein Vater und seine Mutter spielten Klavier, er aber liebte die Geige und wollte unbedingt Geiger werden. Sein Vorbild war der berühmte Bronisław Huberman. Er musste dann aber krankheitsbedingt das Instrument wechseln und ließ sich 1930–1933 von Giovanni Anfossi am Conservatorio Giuseppe Verdi in Mailand zum Pianisten ausbilden. 1938 belegte er mit 18 Jahren zwar nur den 7. Platz beim Ysaÿe-Musikwettbewerb (Concours Musical Reine Elisabeth) in Brüssel (der Sieger war Emil Gilels), aber bereits ein Jahr später erlangte er beim Concours de Genève den ersten Preis. Jurymitglied Alfred Cortot sprach damals von einem „neuen Liszt“. Anschließend übte er zwei Jahre lang eine Lehrtätigkeit in Bologna aus. Im Februar 1943 konzertierte er mit den Berliner Philharmonikern unter Ernest Ansermet in der Berliner Philharmonie mit dem Klavierkonzert von Schumann.
Seine Weltkarriere begann mit seinem Londoner Debüt im Jahre 1946. 1964 gründete er die Internationale Pianistenakademie in Brescia, der er fünf Jahre lang vorstand. Zu seinen Schülern gehörten u. a. Ivan Moravec, Martha Argerich, Maurizio Pollini und Bernd Goetzke.

## Repertoire
Seinem Perfektionismus ist es zuzuschreiben, dass er sich im Konzert und bei Aufnahmen auf ein relativ schmales Repertoire konzentrierte. So wird ihm konträr dazu eine Vertrautheit mit fast der gesamten romantischen Klavierliteratur und ein gewaltiges „privates“ Repertoire nachgesagt, von welchem große Teile niemals an die Öffentlichkeit gelangten. Als Beispiel dafür lassen sich etwa 50 der Scarlatti-Sonaten anführen, wobei nur wenige dieser jemals das Publikum erreichen durften. Neben der Musik von Ravel und Debussy widmete er sich besonders ausgesuchten Werken der Wiener Klassik und der Musik der Romantik. Viele seiner Interpretationen zeichneten sich durch großen farblichen Reichtum, klangliche Vollendung und strukturelle Klarheit aus.

## Verschiedenes
Benedetti Michelangeli stand im Rufe eines unnahbaren Perfektionisten, der bereits wegen geringfügiger Mängel Konzerte absagte. Gefürchtet waren auch seine gereizten Reaktionen aufgrund schon geringer Störungen aus dem Publikum.
Er reiste grundsätzlich mit seinem eigenen Flügel und eigenem Klaviertechniker (Angelo Fabbrini); bei seinem Instrument handelte es sich um einen Flügel aus der sehr kleinen italienischen Fabrik Tallone, deren Markenzeichen darin bestand, dass nur matte Flügel produziert werden konnten, weil zum Lackieren der Raum fehlte.

## Aufnahmen
Benedetti Michelangelis Debussy-Aufnahmen wird heute allgemein Referenz-Status zuerkannt. Als herausragende Aufnahmen sind außerdem die Einspielungen von Domenico Scarlatti, Frédéric Chopin, Maurice Ravel und Robert Schumann zu nennen. Eine frühe Aufnahme der Variationen über ein Thema von Paganini (von den 28 Stücken ließ er drei aus) und der Balladen op. 10 von Johannes Brahms sollte zum Maßstab für spätere Interpreten werden.
Frühen Aufnahmen einzelner Stücke des katalanischen Komponisten Federico Mompou ist es vielleicht zu verdanken, dass dessen Werk nicht in Vergessenheit geraten ist.
Benedetti Michelangeli bearbeitete 19 Volkslieder a cappella für den Bergsteigerchor Coro della SAT aus Trient.

## Film
- Arturo Benedetti Michelangeli spielt Ravel, ZDF/ARTE: Dokumentarfilm 2025, 43‘/52‘ (TV-/internationale Fassung; D/F/E); als Teil der Reihe „Sternstunden der Musikgeschichte“, Buch und Regie: Dag Freyer, Philipp Quiring, Produktion: sounding Images
- Ein unfassbarer Pianist – Arturo Benedetti Michelangeli. Dokumentarfilm, Deutschland, 2019, 52:34 Min., Buch und Regie: Syrthos J. Dreher, Dag Freyer, Produktion: 3B Produktion, SWR, Unitel, SRF, Erstsendung: 12. Januar 2020 bei arte, Inhaltsangabe von ARD, online-Video aufrufbar bis zum 11. April 2020. Archivaufnahmen und Zeitzeugen-Gespräche, u. a. mit Cord Garben, Michelangelis Produzent von 1974 bis 1992; den Pianisten Vladimir Ashkenazy und Wowka Aschkenasi; Angelo Fabbrini, Michelangelis Klaviertechniker; Raubkopierer Harry Chin.